# Lord-lieutenant de King's County
Ceci est une liste de personnes qui ont servi comme lord-lieutenant de King's County. L'office a été créé le 23 août 1831. Les nominations au poste se sont terminées par la création de l'État libre d'Irlande en 1922.
- William Parsons, 3e comte de Rosse 7 octobre 1831 – 31 octobre 1867
- Thomas Bernard 17 décembre 1867 – 13 décembre 1883
- Francis Travers Dames-Longworth 20 mars 1883 – 1892
- Lawrence Parsons, 4e comte de Rosse 13 juin 1892 – 29 août 1908
- William Parsons, 5e comte de Rosse 5 février 1909 – 10 juin 1918
- Edward John Beaumont-Nesbitt 3 septembre 1918 – 1922